# Нигмати, Галимджан
Галимджан Нигмати́ (тат. Нигъмәти Галимҗан; настоящее имя — Галимджан Амиржанович Нигматуллин, Нигъмәти (Нигъмәтуллин) Галимҗан Әмирҗан улы; 14 (26) июля 1897, Удрякбаш, Сафаровская волость, Уфимский уезд, Уфимская губерния, Российская империя — 4 ноября 1938, Коми АССР, РСФСР, СССР) — татарский советский литературовед, публицист, литературный критик, редактор, общественный деятель и педагог. Член КПСС с 1919 года. Внёс значительный вклад в развитие татарской литературной критики, научной мысли, духовной жизни татар, исследователь, серьёзно повлиявший на развитие литературного процесса в Татарстане.

## Биография
Родился 14 (26) июля 1897 года в ауле Удрякбаш Сафаровской волости Уфимского уезда Уфимской губернии, Российская империя, в семье безземельного крестьянина. В 1899 году, когда ему исполнилось два года, вместе с семьёй переехал в Уфу. Несмотря на многочисленные жизненные трудности, отец Аримджан старался дать сыну образование. Директор мужского медресе «Усмания», в котором Галимджан получал начальное образование, принял отца Галимджана на работу простым рабочим при медресе, дворником, истопником, что дало возможность не платить за учёбу.
Позже отец перевёл Галимджана в медресе «Галия», одно из передовых медресе Уфы, в котором уже нужно было платить за обучение, 60 рублей в год. Директор медресе Зия Камали нашёл Галимджану работу, которая заключалась в том, что после занятий ему нужно было ходить по домам и платно обучать детей богачей. В 17—18-летнем возрасте уже сам начал преподавать литературу шакирдам. В медресе «Галия» учащимся предоставлялась определённая свобода, не запрещалось посещать театры, синематограф, концерты, играть на музыкальных инструментах, шакирды ставили спектакли, устраивали литературные вечера, диспуты. В медресе на татарском языке была поставлена пьеса И. С. Тургенева «Безденежье», которую Галимджан выбрал из сборника переведённых на татарский язык пьес. Позже стал организатором юбилейного вечера, посвящённого Тургеневу, о чём много писали в уфимских газетах. В развитии литературных задатков Галимджана большую роль сыграл писатель, учёный и педагог Галимджан Ибрагимов, преподававший в медресе «Галия» с осени 1915 года до Февральской революции 1917 года; вёл курс татарской литературы, на развитие у учеников самостоятельности суждения обращал особое внимание. Во время обучения в этом медресе начал писать стихи и пьесы, выпускал рукописный журнал «Ай» (с тат. — «Луна»), затем другой рукописный литературно-общественный журнал — «Парлак» («Расцвет»), в котором публиковались Хасан Туфан, Шайхзада Бабич, Сайфи Кудаш, Ченэкэй и Шамун Фидаи.
Об общественной деятельности Галимджана в период с Февральской революции 1917 года до освобождения Уфы советскими войсками в декабре 1918 года практически ничего неизвестно; в это время находился в Уфе, даже после занятия города войсками КомУЧа не покинул его со сторонниками советской власти; 31 декабря 1918 года советские войска вновь заняли Уфу. Начиная с декабря 1918 года был литературным сотрудником редакции газеты «Кызыл яу» («Красное войско»; создана 6 декабря 1918 года), печатного органа политотдела 5-й армии Восточного фронта РККА. Член КПСС с 1919 года. 13 марта 1919 года части Западной армии Колчака взяли Уфу; с редакцией газеты Галимджан уехал в Белебей, где вступил в РКП(б). 7 апреля белыми был взят Белебей, 17 мая — вновь красными; Галимджан вместе с редакцией едет в сторону отступающей армии Колчака. С сентября 1921 года редакция переехала в Новониколаевск, а Галимжан весной 1921 года поехал в Москву и поступил учиться на курсы Коммунистического университета трудящихся Востока (КУТВ), где учился до 1922 года; вместе с ним учились Сафа Бурган, Ярлы Карим, Махмуд Максуд, Фатых Сайфи, Наки Исанбет, Латып Гумеров, Исхак Еникеев и другие. Вместе с Х. Ишбулатовым и М. Максудом активно участвовал в литературном кружке, печатался литературный журнал на гектографе, с которым сотрудничал поэт Хади Такташ. В сентябре 1922 года поступил на учёбу в Государственный институт журналистики, где учился вместе со своими будущими коллегами по работе в казанских газетах и журналах Губайдуллой Кушаевым, Шакиром Рамзи и другими. В 1923 году был создан политотдел национальной печати при отделе печати ЦК РКП(б), в котором, начиная с 15 октября того же года, начал работать инструктором по татаро-башкирской печати, по 1926 год; был ответственен за газеты Туркменистана, Кыргызстана, Татарии, Башкирии, Крыма и татаро-башкирские издания РСФСР, выходившими за пределами этих республик. В 1925 году была опубликована его книга «На арене литературы».
В ноябре 1926 года был направлен в Казань, где стал главным редактором центральной республиканской газеты «Кызыл Татарстан», органом обкома ВКП(б), и ответственным редактором журнала «Яналиф» (1930—1932); работал главным редактором Татарского государственного книжного издательства (1928—1930). Под руководством ответственного секретаря ВКП(б) М. Хатаевича, Галимджан на посту редактора «Кызыл Татарстана» вёл борьбу с «уклонами» среди татарских коммунистов. В мае 1928 года вошёл в бюро Общества писателей Татарстана, за создание которого активно выступал; вместе с ним в бюро входили Ф. Сайфи, Г. Тулумбай, А. Кутуй и К. Тинчурин. Приложил много усилий для изучения и сохранения истории татарской литературы, был одним из инициаторов выпуска сборника произведений Дэрдменда (Закира Рамеева), стал автором вступительной статьи о нём. В 1929 году начал преподавать татарскую литературу XX века (до 1917 года) в Восточном педагогическом институте; в 1934 году получил звание профессора. В 1929 году опубликовал книгу «Наша литература в годы революции»; в 1931 году опубликован труд «Литература и жизнь». С 1934 года — член правления Союза писателей Татарии. Делегат 1-го съезда советских писателей (1934).
В 1937 году был репрессирован по обвинению в расхваливании идеологически порочных и клеветнических произведений Ш. Усманова, протаскивании в печать контрреволюционных рассказов Сайфи. В том же году был арестован; расстрелян 4 ноября 1938 года. Реабилитирован посмертно; восстановлен в Союзе писателей в 1958 году.

## Научная и творческая деятельность
Проделал значительную работу по изучению творчества дореволюционных татарских писателей (Ибрагимов, Тукаев, М. Гафури, Дордманд и др.); издал ряд работ исследовательского характера по методологии "литературы и искусства, писал статьи о творчестве ряда советских и пролетарских писателей (К. Наджми, Г. Тулумбай, Туфан и др.). Нигмати — знаток не только татарской литературы, но и русской (современной и классической) и западной (классической) литературы, автор ряда ценных статей о Толстом, Горьком, Чехове и др. Характерная черта его работ — стремление к равностороннему изучению и вскрытию специфики художественной литературы и искусства.
Автор трудов по истории и теоретическим проблемам татарской литературы: «В мире литературы» (1925), «Наша литература в годы революции» (1929), «Литература и жизнь» (1931), учебников и др.

### На татарском языке
- Әдәбият мәйданында. М., 1925.
- Революция елларындагы әдәбиятыбыз. М., 1929.
- Әдәбият һәм тормыш (Әдәбият фәне мәсьәләләре, тәнкыйть). Казан, 1931.
- Сайланма әсәрләр. Казан, 1958.

### На русском языке
- Политический словарь. М., 1925 (сост., совм. с М. Мухамедовым и С. Шарафутдиновым:);
- В литературном мире. М., 1925;